# けんか安兵衛
『けんか安兵衛』（けんかやすべえ）は、1973年と1975年に放送された時代劇である。いずれも、堀部武庸が堀部家に婿養子に入る前の中山安兵衛時代を題材にしている。

## 日本テレビ版
1973年2月8日に日本テレビの『ご存知時代劇』枠で放送。放送時間は木曜 20:00 - 20:55 （日本標準時）。

### キャスト
- 中山安兵衛：若林豪
- 曾我廼家五郎八
- 佐々木剛
- 風見章子
- 春川ますみ
- 内田朝雄
- 露原千草
- 西沢利明
- 八木孝子

### スタッフ
- 脚本：杉山義法
- 監督：窪川健造

## 関西テレビ版
1975年4月1日から同年9月30日までフジテレビの『白雪劇場』枠で放送。製作：関西テレビ。小西酒造の一社提供。全27話。放送時間は毎週火曜 22:00 - 22:55 （日本標準時）。
同年4月に行われた『白雪劇場』枠と『どてらい男』の放送枠入れ替えにより、本作は『白雪劇場』枠で唯一の火曜22:00枠放送作品となっている。

### キャスト

#### レギュラー出演者
- 中山安兵衛：松方弘樹
- 千津：仁科明子（後の仁科亜季子）
- やえ：松尾和子
- つた：京唄子
- 仙吉：鳳啓助
- 南利明
- 大沼：有川博
- 南州太郎

#### ゲスト出演者
第1話
- 有島一郎

第2話
- 石切平馬：寺田農
- 北川めぐみ
- 吉川久左衛門：小林勝彦

第3話
- 岩瀬半五郎：藤村俊二
- 岩瀬新作：坂東八十助
- 菅井きん

第4話
- 前田吟
- 松下達夫

第5話
- 松岡新兵衛：大和田伸也
- 佐藤博
- 堺左千夫

第6話
- 日下武史
- 江幡高志

第7話
- 唐馬一家大親分・文五郎：岡田英次
- 中野誠也

第8話
- 与平：吉田義夫
- 遠藤真理子
- 松前屋：村上冬樹
- 深江章喜

第9話
- 酒井靖乃
- 穂積隆信
- 天本英世
- おこう：杉田かおる（第26・27話にも出演）

第10話
- 小松方正
- 柳田幸江：田島令子
- 柳田又四郎：和崎俊哉

第11話
- 春川ますみ
- 早乙女又十郎：加藤嘉
- 柄本兵馬：森次晃嗣

第12話
- お京：沢田雅美
- 捨吉：千昌夫
- 永井智雄

第13話
- 文治：小坂一也
- 唐草屋岩蔵：田中明夫

第14話
- 小波：テレサ野田
- 夢路いとし
- 朝比奈東馬：伊藤孝雄（第22話にも出演）

第15話
- 舟次郎：青木義朗
- おしま：三条泰子

第16話
- 羽生又五郎：藤巻潤
- 定七：小林芳宏
- 南利明

第17話
- 古橋一歩：升田幸三[1]
- 山口天童：長門勇
- 大沢宗金：藤岡重慶

第18話
- 和久井曽吉：益田喜頓
- きく：川口晶
- 北条新蔵：岩田直二
- 原健策
- 村松英子

第19話
- 大鎌良宏
- 古川辰之進：犬塚弘
- 鬼沢源八郎：戸浦六宏

第20話
- 仲蔵：桂三枝（後の六代桂文枝）
- 定斎：月亭可朝
- 本間：澤村宗之助

第21話
- お豆：志穂美悦子
- 奈良屋：天王寺虎之助
- 柏木屋：森秀人

第22話
- 徳造：殿山泰司
- 清次：伊藤敏孝

第23話
- 勘助：小池朝雄
- 桂福団治
- てこ：岡田可愛
- 門兵衛：北上弥太朗

第24話
- 笑福亭松鶴
- 秋月源右衛門：水島道太郎
- 河村玄蕃：大前均

第25話
- 平野屋：遠藤太津朗
- 京太郎：畠山麦
- 中田カウス・ボタン

第26話
- 井関新八：新克利
- 堀部弥兵衛：進藤英太郎（第27話にも出演）

### スタッフ
- 脚本：結束信二、星川清司、土井行夫、山根優一郎
- 演出：内海佑治、林宏樹、岡本五十二

### 放送日程
| 話数   | 放送日        | サブタイトル     | 脚本       | 演出       |
| ------ | ------------- | ---------------- | ---------- | ---------- |
| 第1話  | 1975年 4月1日 | 腹の虫買います   | 結束信二   | 内海佑治   |
| 第2話  | 4月8日        | 死んだ男が歩く街 | 結束信二   | 内海佑治   |
| 第3話  | 4月15日       | 仕官はきまった   | 結束信二   | 林宏樹     |
| 第4話  | 4月22日       | 身代り           | 結束信二   | 林宏樹     |
| 第5話  | 4月29日       | 首途の盃         | 結束信二   | 林宏樹     |
| 第6話  | 5月6日        | 証文千両恩賞なし | 結束信二   | 林宏樹     |
| 第7話  | 5月13日       | 縄張             | 結束信二   | 林宏樹     |
| 第8話  | 5月20日       | 遠い赤ちょうちん | 結束信二   | 林宏樹     |
| 第9話  | 5月27日       | 八丁堀辻占       | 結束信二   | 林宏樹     |
| 第10話 | 6月3日        | 看板泣き笑い     | 結束信二   | 林宏樹     |
| 第11話 | 6月10日       | 仇討たれ         | 星川清司   | 岡本五十二 |
| 第12話 | 6月17日       | 人さらい         | 星川清司   | 岡本五十二 |
| 第13話 | 6月24日       | 泣き虫毛虫       | 星川清司   | 岡本五十二 |
| 第14話 | 7月1日        | 密使             | 星川清司   | 岡本五十二 |
| 第15話 | 7月8日        | 五本の指         | 星川清司   | 岡本五十二 |
| 第16話 | 7月15日       | 待伏せの辻       | 星川清司   | 岡本五十二 |
| 第17話 | 7月22日       | 待ったなし       | 土井行夫   | 林宏樹     |
| 第18話 | 7月29日       | 路地の奥の人     | 星川清司   | 林宏樹     |
| 第19話 | 8月5日        | おいらのちゃん   | 山根優一郎 | 林宏樹     |
| 第20話 | 8月12日       | 夏の雪合戦       | 土井行夫   | 林宏樹     |
| 第21話 | 8月19日       | 梨のつぶて       | 土井行夫   | 林宏樹     |
| 第22話 | 8月26日       | 幼なじみ         | 山根優一郎 | 岡本五十二 |
| 第23話 | 9月2日        | 恋の黄八丈       | 土井行夫   | 岡本五十二 |
| 第24話 | 9月9日        | 浅き夢みし       | 山根優一郎 | 岡本五十二 |
| 第25話 | 9月16日       | 刀を捨てるとき   | 山根優一郎 | 林宏樹     |
| 第26話 | 9月23日       | 赤穂よいとこ     | 星川清司   | 岡本五十二 |
| 第27話 | 9月30日       | 旅立ち           | 星川清司   | 林宏樹     |